# كلية الشريعة والقانون جامعة الأزهر بتفهنا الأشراف

بدأت الدارسة بكلية الشريعة والقانون بتفهنا الأشراف 
اعتبارا من العام الجامعي 1992/1993م مقتصرة علي قسم الشريعة الإسلامية وكان عدد الطلاب المقيدين بالكلية في ذلك الوقت 136طالبا بالفرقة الأولي .
ثم شملت الدراسة بالكلية قسم الشريعة والقانون وفي العام التالي كان عدد الطلاب المقيدين بالقسم (الفرقة الأولي) في ذلك الوقت 114طالبا ،
تخرجت أول دفعة من قسم الشريعة الإسلامية عام1996م بعدد 86 خريجا وأول دفعة تخرجت من قسم الشريعة والقانون عام 1997م0 بعدد 53خريج.

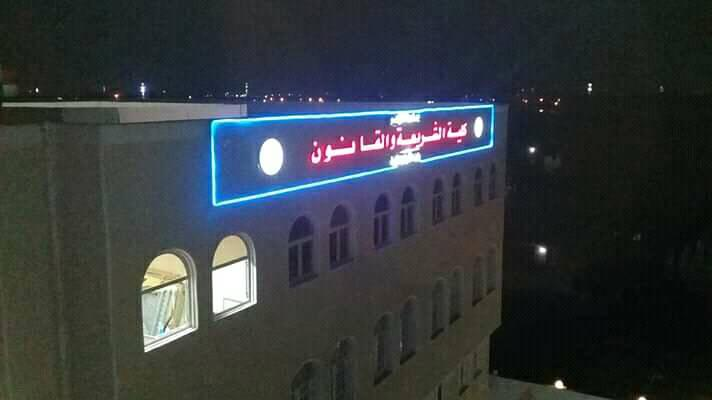
صوره لواجهة كلية الشريعة والقانون بعد تجديدات الأستاذ الدكتور عبدالحليم منصور عميد الكليه السابق

كلية الشريعة والقانون هي إحدى أقدم وأعرق كليات جامعة الأزهر وهي كليه خاصة بدراسة العلوم الشرعية(الفقه والفقه المقارن وأصول الفقه) إضافة إلى مواد العلوم القانونية (القانون الجنائي والقانون الدستوري والقانون المدني والقانون الدولي... إلخ)والتي تماثل تلك المواد التي يتم تدريسها في كليات الحقوق مما أكسب هذه الكلية ميزة الجمع بين العلوم الدينية «المتمثلة في المواد الشرعية»، والعلوم الدنيوية «المتمثلة في المواد القانونية».

## عن الكلية
تخرج العديد من الكوادر للعمل في القضاء والتدريس والمحاماة وكل مجال له صلة بالمناهج الدراسية بالكلية.
تعد كلية الشريعة والقانون بالقاهرة من أهم مقاصد الدارسين في العالم لدراسة الشريعة الإسلامية بالإضافة إلى الدراسات القانونية المقارنة، كما تعمل الكلية على تخريج الكوادر القادرة على حفظ ونشر علوم الشريعة وبيان أحكامها وممارسة العمل القانونى، وتقديم البحوث العلمية الشرعية والقانونية، والمساهمة بفاعلية في خدمة قضايا المجتمع.

### الشعب الدراسية بالكلية
1. شعبة الشريعة الإسلامية ومدة الدراسة بهذا القسم أربع سنوات يحصل بعدها الطالب علي ليسانس الشريعة الإسلامية.
2. شعبة الشريعة والقانون ومدة الدراسة بهذا القسم أربع سنوات يحصل بعدها الطالب علي ليسانس الشريعة والقانون وهو يعادل ليسانس الحقوق من أي جامعة اخري إضافة الي مواد الشريعة من فقه مذهبي وأصول فقه وفقه مقارن.

### الأقسام العلمية بالكلية
1. قسم الفقه
2. قسم أصول الفقه
3. قسم الفقه المقارن
4. قسم القانون العام
5. قسم القانون الخاص.

### الشهادات التي تمنحها الكلية
1. الإجازة العالية (الليسانس) في الشريعة الإسلامية
2. الإجازة العالية (الليسانس) في الشريعة والقانون

## نظام الالتحاق بالكلية
- الطلاب المصريون يتم قبول الطلاب الحاصلين على شهادة الثانوية الأزهرية طبقا للتنسيق السنوى
- الطلاب الوافدون يتم قبولهم عن طريق التقدم إلى مكتب تنسيق الطلاب الوافدين بالجامعة بعد معادلة الشهادات الحاصلين عليها.

### من اساتذه الكلية
من اساتذه كليه الشريعة والقانون التي تخرج علماء في المجال الشرعي والمجالي الدنيوي (القانون)
| الاسم                        | التخصص        | المنصب                            |
| ---------------------------- | ------------- | --------------------------------- |
| ا.د عبد الحليم منصور         | الفقه المقارن | عميد الكليه                       |
| ا.د عبد السلام عفيفي         | الفقه المقارن | وكيل الكليه                       |
| ا.د احمد حسني                | القانون العام | رئيس جامعه الازهر سابقا           |
| ا.د السيد السخاوي            | الفقه المقارن | عميد الكليه سابقا                 |
| ا.دالنجدي احمد محمد العيساوي | اصول الفقه    | أستاذ مسـاعد بقسم أصول الفقه      |
| ا.د احمد خيري عتمان          | الفقه         | مدرس بقسم الفقه (فقه شافعي)       |
| ا.د علوي أمين السيد خليل     | الفقه         | أستاذ متفرغ بقسم الفقه (فقه حنفي) |
| ا.د سليمان محمد عبد الوهاب   | الفقه         | مدرس بقسم الفقه (اصول الفقه)      |
| د عمر عبد الفتاح             | اصول الفقه    | مدرس بقسم أصول الفقه (حنفي)       |
| د احمد عبد العزيز عرابي      | اصول الفقه    | أستاذ مسـاعد بقسم أصول الفقه      |
| ا.د مسعود احمد باطه          | القانون العام | مدرس بقسم القانون العام           |

### مكان ومساحة الكلية

صوره لمدخل اعضاء هيءه التدريس كليه الشريعه والقانون بعد تجديدات الاستاذ الدكتور عبدالحليم منصور عميد الكليه الحالي

- صوره لمدخل اعضاء هيءه التدريس كليه الشريعه والقانون بعد تجديدات الاستاذ الدكتور عبدالحليم منصور عميد الكليه الحاليتقع الكلية علي الطريق الزراعي بين مدينة الزقازيق ومدينة ميت غمر بإحدى قري محافظة الدقهلية وتسمى (تفهنا الأشراف) وهي تابعة لمركز ميت غمر. وتبلغ مساحة الكلية حوالى 8000 م2 تقريبا  وصدر بإنشائها قرار رئيس مجلس الوزراء رقم (1832) في يوم الأربعاء 10جمادي الأولي عام 1413هـ الموافق 4/11/1992م0
- بدأت الدراسة بالكلية اعتبارا من العام الجامعي 1992/1993م مقتصرة علي قسم الشريعة الإسلامية وكان عدد الطلاب المقيدين بالكلية في ذلك الوقت 136طالبا بالفرقة الأولي .
- ثم شملت الدراسة بالكلية قسم الشريعة والقانون وفي العام التالي كان عدد الطلاب المقيدين بالقسم (الفرقة الأولي) في ذلك الوقت 114طالبا،
- تخرجت أول دفعة من قسم الشريعة الإسلامية عام1996م بعدد 86 خريجا وأول دفعة تخرجت من قسم الشريعة والقانون عام 1997م0 بعدد 53خريج.
- أما الآن فقد بلغ عدد الطلاب المقيدين بالكلية ما يقرب من تسعة ألاف طالب .
- حيث توجهت الأبحاث حول ما يجب أن يلم به خريج كلية الشريعة والقانون من علوم أخرى بجانب العلوم التي يدرسها، فصدر القانون رقم (103) لسنة 1961م بشأن إعادة تنظيم الأزهر والهيئات التي يشملها للحفاظ على أحكام الشريعة الإسلامية الغراء مع دراسة وافية للقوانين الوضعية المختلفة والشرائع السماوية السابقة، وهذه مهمة خطيرة، لاسيما في هذا العصر الذي تعددت فيه المذاهب التشريعية والاقتصادية، والذي كثر فيه الطاعنون على شريعة الإسلام، حيث اتهموها ظلماً وبغياً بالعقم والجمود.

- فالشريعة الإسلامية صالحة لكل زمان ومكان. وتهدف كلية الشريعة والقانون إلى تجلية محاسن الشريعة الإسلامية بأسلوب علمي متطور، وهذا هو غاية القائمين بالتدريس والبحث في كلية الشريعة والقانون مستعينين بالله -سبحانه وتعالى- ، ومزودين بالإيمان الراسخ.

- كما تطلع جامعة الأزهر إلى أن تكون الجامعة الرائدة عالميا في تقديم الفكر الاسلامى الصحيح، القائم على الوسطية، وتحقيق الجدارة والتميز في ميدان التعليم الجامعي والبحث العلمي وإعداد الكوادر على المستويات المحلية والإقليمية والعالمية في ظل مناخ يتسم بالاستقلالية والحرية والديمقراطية والمساواة وبما يسهم في خدمة المجتمع.

## وصلات خارجية
موقع الكلية الرسمي نسخة محفوظة 9 ديسمبر 2023 على موقع واي باك مشين.